# Droite libérale-chrétienne
Pour les articles homonymes, voir DLC.
La Droite libérale-chrétienne (DLC) est créée en octobre 1999 par Charles Millon. La DLC est issue du mouvement La Droite, fondé en 1998 par Charles Millon, député UDF-AD.

## Historique
Charles Million fonde La Droite l'issue de son élection controversée à la présidence du conseil régional de Rhône-Alpes avec le soutien du Front national, et à son exclusion de l'UDF. La création de ce mouvement avait alors suscité l'intérêt des franges les plus conservatrices de la droite française : un congrès constitutif s'était tenu en présence de Michel Junot, Claude Reichman, Jean-François Touzé, Alain Griotteray et Michel Poniatowski.
En raison de l'échec d'une tentative de fusion avec le Rassemblement pour la France de Charles Pasqua et le Centre national des indépendants et paysans, Charles Millon fut amené à créer son propre parti. Mais tous les adhérents de La Droite n'ayant pas rejoint la DLC, cette dernière fut un échec cinglant : seuls trois députés s'inscrivirent au nouveau parti, dont Charles Millon. Deux d'entre eux furent battus aux élections législatives de 2002, le troisième ne s'étant pas représenté.
En septembre 2003, Charles Millon est nommé ambassadeur auprès de l'Organisation des Nations unies pour l'alimentation et l'agriculture (FAO), tandis que le groupe milloniste au conseil régional de Rhône-Alpes (Oui à Rhône-Alpes, ORA) fusionne avec le groupe UMP ; la DLC est de fait mise en sommeil.
Pour les élections municipales du 9 et 16 mars 2008, la DLC n'a pas présenté de listes à Lyon, mais le mouvement a présenté des candidats sur les listes UMP de Dominique Perben, tout comme le MPF.
La DLC est aidée financièrement par l'UMP : en 2008, elle a ainsi touché 124 000 euros de la part du parti présidentiel.